# الإله الوصي

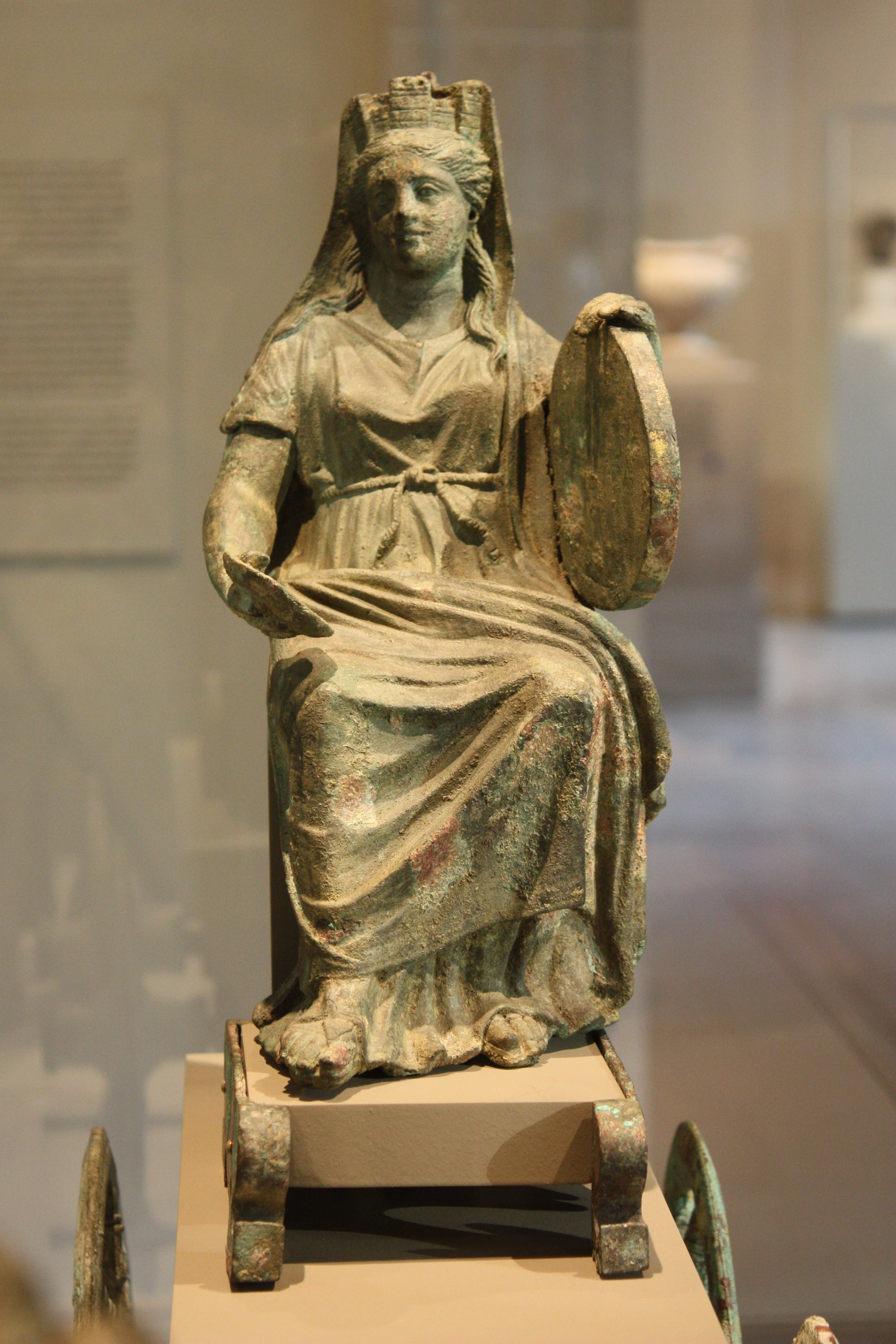
يمثل تاج الإلهة كوبيلي المُسوَّر (شكل السور) أسوار المدينة التي تحميها.

الوصي (بالإنجليزية: Tutelary deity)‏ هو إله أو روح حارس أو راعي أو حامي أو مشرف على مكان معين أو معلم جغرافي أو شخص أو سلالة أو أمة أو ثقافة أو حِرفة ما. ويعبر أصل كلمة "وصي" عن مفهوم الأمان وبالتالي عن الحراسة والرعاية والحفظ والسلامة.
وفي أواخر الديانتين اليونانية والرومانية، كان هناك نوع واحد من الألوهية الوصائية، والتي تمثلت في جنيوس، حيث كان إلهًا شخصيًا حينًا أو شيطانًا للفرد يلازمه منذ الولادة وحتى الموت. وهناك شكل آخر من أشكال الروح الوصي الشخصي يوجد في الفلكلور الأوروبي وهو ما يسمى بالروح المألوفة أو المأنوسة.

## اليونان القديم
يذكر أن سقراط قد تحدث عن سماع صوت روحه الشخصي أو دايمونيون، فقال:
لقد سمعتني كثيرًا أتحدث عن الأوراكل أو علامة/خاطر تأتيني ... كانت هذه العلامة لدي مذ كنت طفلا. العلامة هي صوت يأتيني ويحول دائما بيني وبين فعل شيء كنت سأفعله، على أنه لم يحُضَّنِ قط على فعل أي شيء، وكان هذا هو ما يقف في طريق كوني سياسيا.
اعتقد الإغريق أيضًا أن الآلهة تحرس أماكن محددة: على سبيل المثال، كانت أثينا الإلهة الراعية لمدينة أثينا.

## روما القديمة
كان الإله الوصي أو الوصائي، الذي يضطلع بحراسة وصون مكان ما أو شخصٍ ما، بالنسبة للدين الروماني القديم أمرًا أساسيًّا؛ حيث نرى أنََّ الإله الوصي للرجل كان هو الروح جنيوس، وأمَّا المُخصص للمرأة فهي الإلهة جونو.

## الأسترونيزية

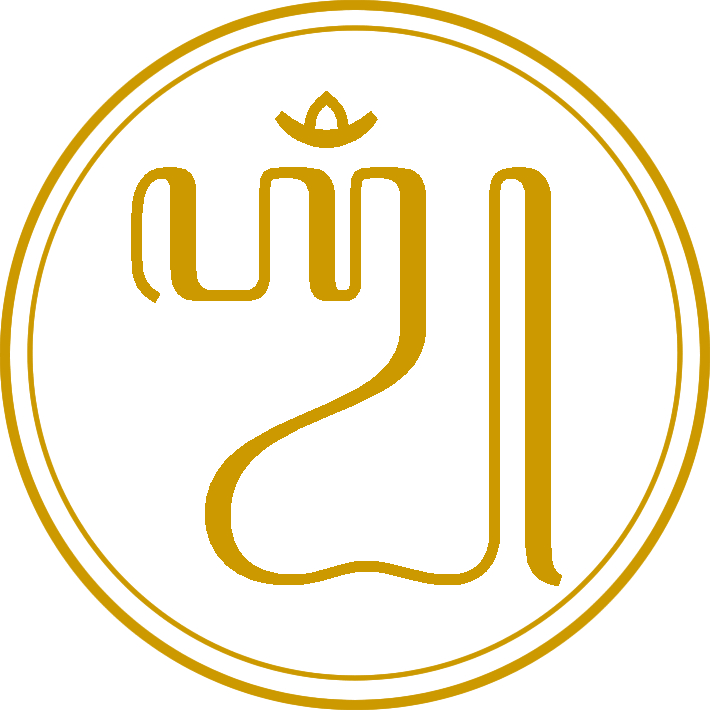
اسم هيانغ بالجاوية

نجد في التراث الأسترونيزي عدد من الآلهة والكائنات الوصية، ومنها:
- أتوا: هو روح جد بولينيزيا، الذي يقدس كما يقدس الإله.[4]
- تيكي: هو الإنسان الأول في أساطير بولينيزيا المخلوق من صلصال أحمر، وهو الإله الخالق الذي خلق الإنسان وشكله على صورته.[5]
- هانيتو [الإنجليزية]: هو مصطلح للروح التي تتخلل كل شيء في تايوان.[6][7]
- هيانغ [الإنجليزية]: هو تمثيل للكائن الأسمى في أساطير جاوة وبالي القديمة.[8]
- كايتياكي [الإنجليزية]: هو مصطلح ماوري نيوزيلندي يستخدم لوصف مفهوم الوصاية والسماء والبحر والأرض. كايتياكي هو الوصي، ويشار إلى عملية وممارسات حماية البيئة والاعتناء بها باسم كايتياكيتانغا.[9]
- كاواس [الإنجليزية]: هو مصطلح آميٌّ يُشير إلى كائن/كينونة ما ورائية.[10] تنقسم الكاواس إلى ستة مجموعات: الآلهة، الأجداد، أرواح الأحياء، أرواح الكائنات الحية، أرواح الجمادات، والأشباح والكينونات الغامضة؛ وهؤلاء إما يباركون أو يلعنون البشر الفانين وفقًا لأساطيرهم.[10]